# Michael Sagmeister
Michael Werner Sagmeister (* 27. Juli 1959 in Frankfurt am Main) ist ein deutscher Jazz- und Fusiongitarrist. Er gilt als einer der führenden zeitgenössischen Musiker seines Faches in Europa; er lehrt als Professor an der Hochschule für Musik und Darstellende Kunst Frankfurt am Main.

## Leben und Wirken
Sagmeister, der bei seinen Großeltern aufwuchs, ist als Gitarrist Autodidakt. Mit Christoph Oeser und Bernd Kohn spielte er 1975 in einer Band, die im Grenzbereich zwischen Rockjazz und Blues tätig war. 1978
gründete er das Michael Sagmeister Trio und hatte mit ihm einen Achtungserfolg als Newcomer beim Frankfurter Jazzfestival. Im selben Jahr erschien das erste, von Volker Kriegel produzierte Album seines Trios bei Mood Records. Obgleich er zunächst Rockjazz spielte, liegen seine stilistischen Wurzeln im Hard Bop; seine frühen Vorbilder waren Pat Martino und Wes Montgomery. Eine Tournee mit dem United Jazz and Rock Ensemble Anfang der 1980er Jahre als Vorgruppe machte Sagmeister einem breiteren Publikum bekannt. Es folgten Tourneen durch Südostasien und Nordafrika, zuletzt durch Westafrika.
Zu seinem Trio gehört über lange Jahre der Schlagzeuger Michael Küttner; an Stelle seines langjährigen Bassgitarristen Udo Kistner spielt aktuell Thomas Heidepriem Bass. Auch tritt er im Quintett mit Klaus Göbel, Götz Ommert und Antonella D’Orio auf. Sagmeister arbeitete auch mit Pat Martino, Larry Coryell, Billy Cobham, Jack DeJohnette, Dave Samuels, Randy Brecker, Miroslav Vitouš, Albert Mangelsdorff, Wolfgang Dauner, Volker Kriegel, Christoph Spendel, Christof Lauer, Attila Zoller, Emil Mangelsdorff, der hr-Bigband, William Kennedy, Gerry Brown und anderen zusammen. Er ist auch in Solokonzerten und im Duo mit seiner Frau, der Sängerin Antonella D`Orio, zu hören. Seine Spielweise orientiert sich heute an Neobop und Fusion, aber auch am Blues.
In den Jahren 1993 bis 1997 war Sagmeister Dozent am Berklee College of Music in Boston. Im Jahr 1999 wurde er zum ordentlichen Professor an der Frankfurter Hochschule für Musik und Darstellende Kunst ernannt.
Sagmeister hat bisher über 30 Schallplatten/CDs und drei Lehrbücher veröffentlicht; das Buch Michael Sagmeister's Jazzgitarre gilt als Standardwerk. 2019 erhielt er den Hessischen Jazzpreis.